# 게미나 제10군단

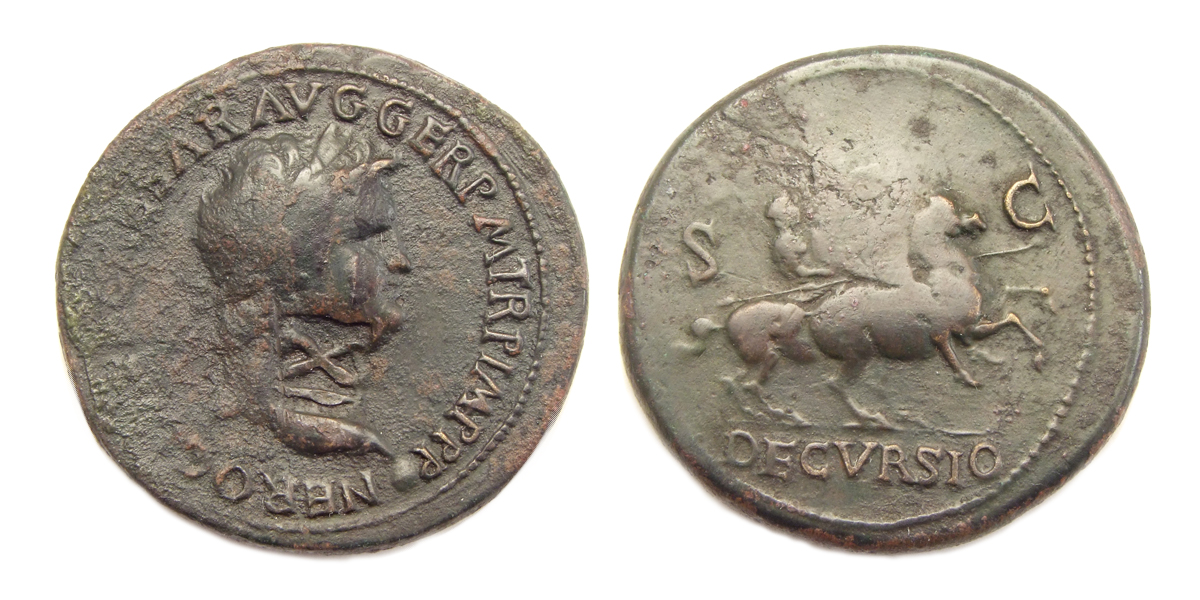
게미나 제10군단의 X(라틴어로 10) 각인이 들어간 네로의 세스테르티우스.
Obv: 수상자의 흉상.
뒷면: 창을 쥔 채 말을 타고 있는 네로, 각명부에는 DECVRSIO라 각인. S와 C가 가로 질러 있다

게미나 제10군단 (Legio X Gemina, 쌍둥이 제10군단)은 로마 제국군의 군단이다. 기원전 58년에 율리우스 카이사르가 갈리아 원정 당시에 동원한 군단 4개 중 하나였다. 5세기가 시작될 무렵 빈의 게미나 제10군단에 대한 기록이 존재한다. 군단의 상징은 수소였다. 군단의 역사 초기 때, 에퀘스트리스 제10군단 (기병단)이라 불렸는데, 카이사르가 한때 이 군단병들을 기병으로 사용했었기 때문이었다.

## 공화정 시기

### 갈리아 전쟁
에퀘스트리스 제10군단 참조
갈리아 전쟁 때, 에퀘스트리스 제10군단은 카이사르의 군사적 성공에 있어 중요한 역할을 했고 이런 이유로 가끔 그의 총애를 받는 이들로 알려졌다.  카이사르의 군사 작전 중 이들은 사비스 전투, 브리튼 침공, 게르고비아 전투에 참전했었다. 또한 폼페이우스에 맞서 내전 중에 카이사르 측에 남았던 이들이며, 파르살루스 (기원전 49년), 문다 (기원전 45년) 등 전투에 참전했다. 기원전 45년에 카이사르는 이 군단을 해산시키고, 군단의 고참병들에게 갈리아의 나르본, 히스파니아 인근 농지를 분배해주었다.

### 아우구스투스
군단은 기원전 42년에 재건되어서 카이사르의 암살범들과 맞선 필리피 전투에서 아우구스투스 (당시 옥타비아누스), 레피두스, 마르쿠스 안토니우스 측에서 싸웠다. 이후로, 마르쿠스 안토니우스의 파르티아 원정에 참전했으며 악티움에서 그와 함께 패했다. 아우구스투스는 군단의 소유권을 장악한 뒤에 고참병들을 파트라스에 정착시켰다. 군단은 반란을 일으켰다가 그 처벌로 '에퀘스트리스'라는 '코그노멘'을 잃고 말았다. 대체 병력들이 다른 군단에서 더해졌고, 제10군단은 '게미나'라는 이름으로 다시 명명되었다.

## 제정 시대
기원전 30년경 새롭게 창설된 게미나 제10군단은 히스파니아 타라코넨시스의 페타보니움으로 재배치되었는데, 이곳은 아우구스투스가 칸타브리아족을 상대로 전쟁을 준비하던 곳이었다. 군단의 고창 병사들은 오늘날 사라고사 그리고 오늘날의 메리다에 해당하는 에메리타 아우구스타의 첫 정착민이었다.
게미나 군단은 아폴리나리스 제15군단이 동방으로 떠난 뒤에 서기 63년경에 판노니아의 카르눈툼으로 보내졌다. 갈바의 짧은 재위 동안 (68년-69년), 히스파니아로 복귀하였다.

### 플라비우스 왕조 시기

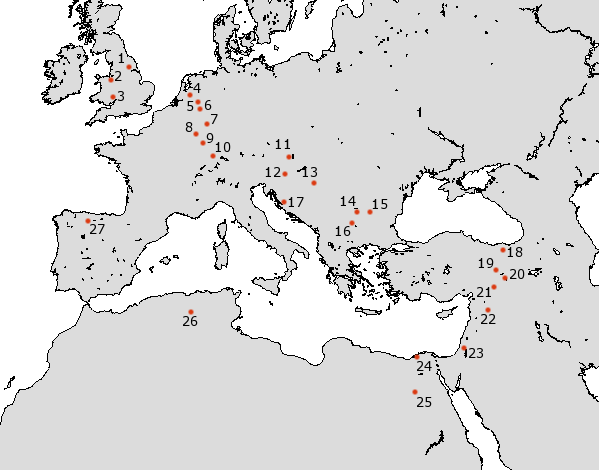
80년 당시 로마 군단들의 위치. 게미나 제10군단은 프리미게니아 제22군단과 같이 네이메헌에 있었다 (4번).

그렇지만 히스파니아에 머문 것은 아주 잠시뿐이었다. 70년에, 신임 황제 베스파시아누스가 바타비아 반란을 진압하고 나서 게미나 제10군단이 치안 유지 및 새로운 반란을 대비하여 게르마니아 인페리오르의 바타비아로 보내졌다. 71년부터 103년까지, 이 군단은 오늘날 네덜란드 도시 네이메헌인 '오피둠 바타보룸'(Oppidum Batavorum)에 아디우트릭스 제2군단이 건설한 기지에 배치됐다.
게르마니아 인페리오르의 병력 중 하나로서, 게미나 제10군단은 게르마니아 수페리오르의 총독 L. 안토니우스 사투르니누스가 도미티아누스 황제에게 일으킨 반란을 진압하기 위해 참전했다. 이 이유로, 미네르비아 제1군단, 빅트릭스 제6군단, 프리미게니아 제22군단 등 나머지 군단과 마찬가지로 제10군단은 '도미티아누스에게 충실하고 충성한 자들'을 뜻하는 '피아 피델리스 도미티아나'(Pia Fidelis Domitiana)라는 칭호를 수여받았으며, 도미티아누스를 나타내는 이 문구는 그가 죽고 나서 기록말살형을 당한 뒤로 버려졌다.

### 2세기
트라야누스 제1차 다키아 원정 중에 (101년–102년), 게미나 제10군단은 제2차 타파이 전투에 참전하여 데케발루스 왕이 이끄는 다키아인 병력과 교전하였다.
103년에, 아퀸쿰으로 이동되었고 이후에는 판노이아 수페리오르의 빈도보나 (오늘날 빈)으로 옮겨져, 5세기까지 군단의 주둔지로 삼았다.
게미나 제10군단의 '벡실라티오네스'는 유대 속주에서 132년-135년에 걸쳐 일어난 시몬 바르 코크바의 반란 진압에 참여했고, 그 외로는 162년에 루키우스 베루스가 이끈 파르티아 원정에도 참전했다. 그 밖의 주요 참전 기록에는 마르쿠스 아우렐리우스 황제가 지휘했던 모라비아 내 콰디족, 마르코만니족, 랑고바르드족 등에 대한 원정이었다 (168년-180년). 게미나 제10군단의 수비대 흔적이 체코 무쇼프에서 발견되기도 했다.
게미나 제10군단은 자신들의 총독인 셉티미우스 세베루스가 황제 자리에 오르는 데 지지를 보냈었고, 군단의 다수 인원들이 신임 황제의 친위대가 되러 로마에 갔다.

### 3세기
3세기 기간, 게미나 제10군단은 몇몇 황제들을 위해 싸웠고, 그들은 군단의 충성심을 나타내는 칭호들과 황제의 총애 등으로 보상해주었다. Antoniniana (카라칼라 또는 엘라가발루스가 수여), Gordiana (고르디아누스 3세가 수여), Deciana (데키우스가 수여), Floriana (플로리아누스가 수여), Cariniana (카리누스가 수여) 등의 칭호들은 일시적이었고, 칭호를 내려준 황제가 죽으면 버렸다. 포스투무스와 맞서던 갈리아누스 황제를 지지함으로써, 게미나 군단은 여섯 번의 충실함과 여섯 번의 충성심을 의미하는 Pia VI Fidelis VI라는 칭호를 수여받았다.

### 4세기
'노티티아 디그니타툼'이 작성됐을 당시에 (4세기 후반), '데키마 게미나'(Decima Gemina)의 제1분견대가 '마기스테르 밀리툼 페르 오리엔툼'의 지휘하에 있었고, 코미타텐시스 부대였다고 한다. 그 외의 분견대가 판노니아이 프리마이 에트 노리키 리펜시스 둑스 지휘 하에 여전히 빈도보나에 주둔하고 있었다.

## 확인된 출신 인물
| 이름                                                    | 계급                          | 시기               | 속주                | 출처                          |
| ------------------------------------------------------- | ----------------------------- | ------------------ | ------------------- | ----------------------------- |
| 마르쿠스 티티우스 루스트리쿠스 브루티아누스             | 레가투스 레기오니스           | 98년과 108년 사이  | 판노니아 수페리오르 |                               |
| 퀸투스 롤리우스 우르비쿠스                              | 레가투스 레기오니스           | 130년경            | 판노니아 수페리오르 | 《CIL》 VIII, 6706            |
| 티투스 카이세르니우스 큉크티아누스                      | 레가투스 레기오니스           | 133년과 136년 사이 | 판노니아 수페리오르 | 《CIL》 V, 865                |
| 푸블리우스 게미니우스 마르키아누스                      | 레가투스 레기오니스           | ?157년-?160년      | 판노니아 수페리오르 | 《CIL》 VIII, 7050            |
| 티투스 아일리우스 아우렐리우스 에피아누스               | 레가투스 레기오니스           | 2세기 말           | 판노니아 수페리오르 | 《CIL》 XIV, 2164             |
| 가이우스 룩실리우스 사비누스                            | 레가투스 레기오니스           | 231년과 270년 사이 |                     | 《CIL》 XI, 6338              |
| 가이우스 폰티우스 C.f. 파일리그노                       | 트리부누스 앙구스티클라비우스 | 22년 이전          |                     | 《CIL》 V, 4348 = ILS 942     |
| 푸블리우스 베시우스 베투이니아누스                      | 트리부누스 앙구스티클라비우스 | 102년과 105년 사이 | 판노니아 수페리오르 | 《CIL》 VIII, 9990 = ILS 1352 |
| 티투스 프리페르니우스 P.f. 파이투스 멤무스 아폴리나리스 | 트리부누스 앙구스티클라비우스 | 106년 이전         | 판노니아 수페리오르 | 《CIL》 IX, 4753 = ILS 1350   |
| 섹스투스 아티우스 세네키오                              | 트리부누스 앙구스티클라비우스 | 117년과 138년 사이 | 유대                | 《CIL》 VI, 3505              |
| [...]us L.f. 안니아누스                                 | 트리부누스 라티클라비우스     | 232년경            | 판노니아 수페리오르 | 《CIL》 XIII, 6763            |
| 가이우스 유니우스 티베리아누스                          | 트리부누스 라티클라비우스     | 249년경            | 판노니아 수페리오르 |                               |

## 비문 자료 evidence
- - Lucius Lavius Luci filius Aemilia tri(bu) Tuscus Felicitis Iulia miles legionis X Geminae Victricis- 포르투갈 포르투 (Portus)l.  AE 1953, 268.
- -  sacrum Caius Valerius Carus miles legionis X Geminae votum solvit libens merito. 스페인 루고 (Lucus Augusti), Spain. Hisp. Epi. 19118.
- - Caius Iulius Sergia Hispali (f) Victor miles legionis X Gemina (centuria Fabi Celtiberi annorum XLII aerum / XVIII hic (...). 스페인 폰테베드라. CIL II 2545.
- - Iovi Augusto Ultori sacrum Lucius Valerius Paternus miles legionis X Geminae optio centuria Censoris exs (...). 스페인 폰테베드라. AE 1908, 147.
- - Gaius Iulius Primus miles veteranus legionis X Geminae / hic situs estsit tibi terra levis. 스페인 안달루시아 하엔. CIL II2/5, 5.
- - Dis Manibus Gaio Urbanio Firmino militi legionis X / Iulius Ingenuus miles legionis. Jaen, Andalucía, Spain. CIL II 1691
- - Capito Sunnae filius decurio equitum alae geminae legionis X Rustica Galli filia. 스페인 세비야 (Hispalis).CIL II2/5, 1136.
- - Publius Talius Quinti filius Papiria (tribu) legionis X hic situs est sit tibi terra (...). 포르투갈 베자 (Pax Iulia). Hisp. Epi. 23031.
- - Marcus Aurelius Marci filius Galeria (tribu) Abbicus miles legionis X decimae. 포르투갈 베자 (Pax Iulia). AE 1980, 562.
- - Lucius Octavius Luci filius Pupinia (tribu) Baeterensis Magius annorum XXXVII / aerorum XIX tubicen / miles legionis X Geminae(...). 스페인 아스토르가 (Asturica). AE 1928, 163.
- - Caius Pelgus Luci filius Scaptia (tribu) Clemens veteranus legionis) X Geminae vixit annos LVI hic situs est/ Caius Pelgus (...). 스페인 아스토르가 (Asturica).  CIL II 5076 = CIL II 5662 = AE 1904, 160.
- - Caius Coelius Cai filius Papiria (tribu) Valens Narniense miles legionis X Geminae centuria Castellani annorum XXXV aerorum XIII (...). 스페인 아스토르가 (Asturica). IRPLe 79.
- - Marcus Persius Marci filius Pollia (tribu) Blaesus domo Hasta miles legionis X Geminae centuria (...). 스페인 아스토르가 (Asturica). AE 1904, 160.
- - Lucius Herennius Luci filius) Galeria (tribu) Callicus domo Ugia miles legionis X Geminae / centuria Licini Clementis annorum / (...). 스페인 사모라. CIL II 5076 = CIL II 5662 = AE 1904, 180.
- - Publius Cosconius Publi filius / Galeria Arsensis / miles legionis X Geminae centuria Etrili annorum XXXI aerorum XI / hic situs (...). 스페인 사모라. AE 1928, 179.
- - Marcus Cornelius Marci filius Aniensi Foro Iulii miles legionis X Geminae centuriae Terebrae annorum XXII aerorum (...). 스페인 사모라. Hisp. Epi. 15846.
- - Rufus miles legionis X Geminae fecit. 스페인 사모라. AE 1997, 867.
- - Marcus Volumnius Cai filius Aniensi / Cremona miles legionis X hic situs est. 스페인 사모라. CIL II 2631.
- - Dis Manibus Tito Cassio Flavino centurioni legionis X Geminae Chrysampelus patrono optimo pecunia sua fecit. 스페인 타라고나 (Tarraco). CIL II 4152.
- - Severus Marci filius (...) miles legionis X Geminae centuriae (...). 스페인 부르고스. Hisp. epi. 16472.

## 같이 보기
- 로마 군단